# ريمي جيرارد
ريمي جيرارد (بالإنجليزية: Rémy Girard)‏ (و. 1950 – م) هو ممثل مسرحي، وممثل أفلام من كندا. ولد في ساغينيه.

## جوائز
حصل على جوائز منها:
- 24th Genie Awards [الإنجليزية]‏.

## وصلات خارجية
- ريمي جيرارد على موقع IMDb (الإنجليزية)
- ريمي جيرارد على موقع ألو سيني (الفرنسية)
- ريمي جيرارد على موقع أول موفي (الإنجليزية)
- ريمي جيرارد على موقع قاعدة بيانات الأفلام السويدية (السويدية)
- ريمي جيرارد على موقع ديسكوغز (الإنجليزية)
- ريمي جيرارد على موقع قاعدة بيانات الفيلم (الإنجليزية)
- ريمي جيرارد على موقع كينوبويسك (الروسية)